# Hár (cratera)

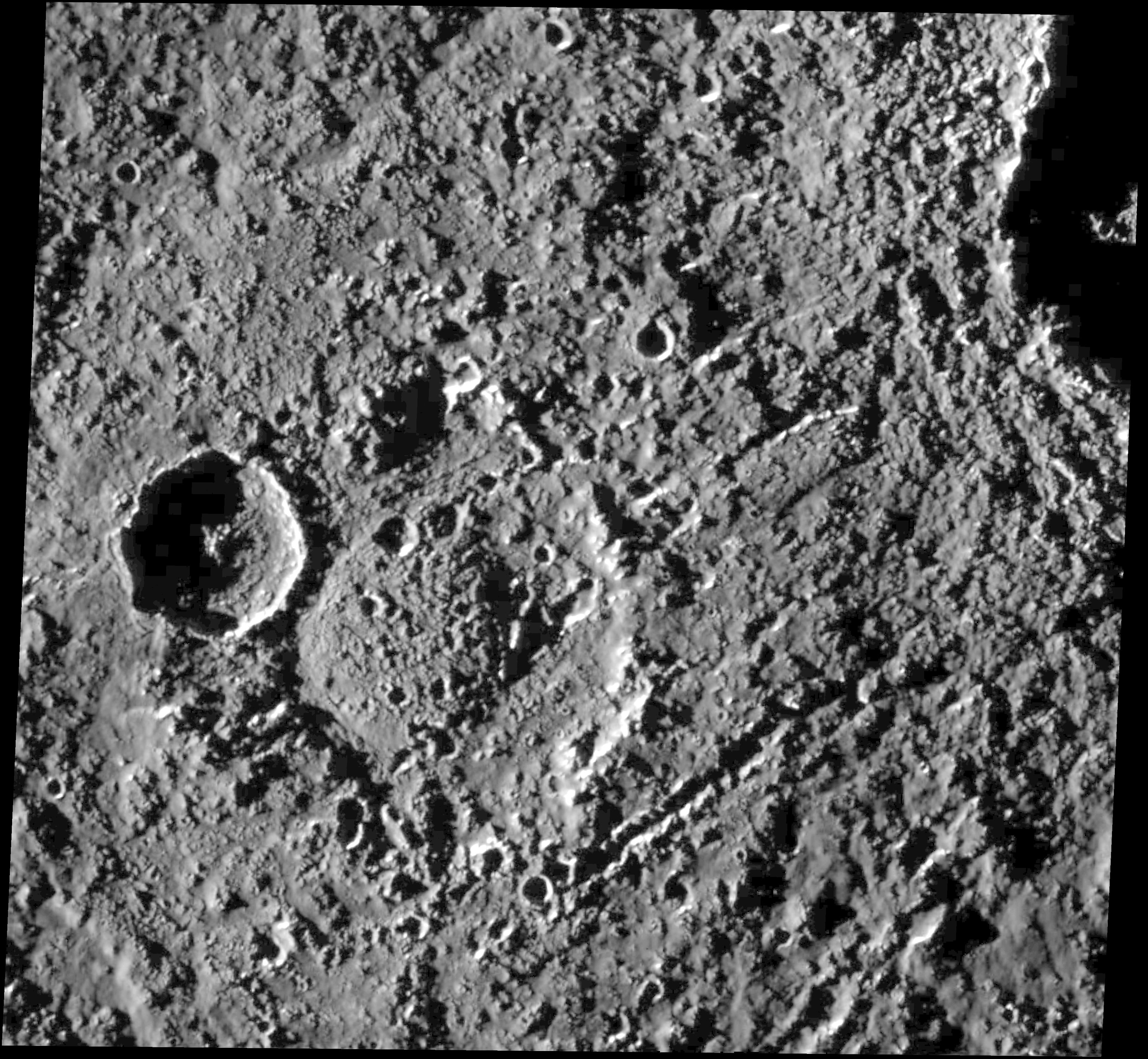
Imagem de Hár obtida pela sonda Galileu.

Hár é uma cratera de impacto em Calisto. Ela é nomeada a partir de um dos muitos nomes de Odin, o deus supremo da mitologia nórdica. Esse é um exemplo de uma cratera com uma cúpula central.